# David De Miguel
David de Miguel es un tenis profesional nacido el 7 de febrero de 1965 en la localidad de Tortosa (España).
El extenista tarraconenese ganó varios títulos del circuito challenger y 1 del circuito profesional ATP en dobles, jugando también una final. Fue donde más destacó, ya que en individuales apenas tuvo resultados de relevancia.

## Títulos (1; 0+1)

### Clasificación en torneos del Grand Slam
| Torneo             | 1988 | 1987 | 1986 | 1985 | Títulos |
| ------------------ | ---- | ---- | ---- | ---- | ------- |
| Australian Open    | -    | -    | -    | -    | 0       |
| Roland Garros      | -    | -    | 1r   | -    | 0       |
| Wimbledon          | -    | 1r   | 1r   | -    | 0       |
| US Open            | -    | -    | -    | -    | 0       |
| Tennis Masters Cup | -    | -    | -    | -    | 0       |

### Dobles (1)
| Leyenda                |
| Grand Slam (0)         |
| Tennis Masters Cup (0) |
| ATP Masters Series (0) |
| ATP Tour (1)           |

| N.º | Fecha               | Torneo  | Superficie    | Pareja       | Oponentes en la final         | Resultado |
| --- | ------------------- | ------- | ------------- | ------------ | ----------------------------- | --------- |
| 1.  | 13 de julio de 1986 | Burdeos | Tierra batida | Jordi Arrese | Ronald Agenor Mansour Bahrami | 7-5 6-4   |

### Finalista en dobles (1)
- 1986: Madrid (junto a Jesús Colas pierden ante Anders Jarryd y Joakim Nystrom).